# Воробьёвка (Калмыкия)
Воробьёвка (также известно как Бюслюрта или Бислюрта; калм. Бүслүртә) — село в Приютненском районе Калмыкии, административный центр и единственный населённый пункт Воробьёвского сельского муниципального образования.
Основано в 1875-77 годах как миссионерский стан Найн-Шиир. Население — 833 человек (2021).

## История
Село основано как миссионерский стан Найн-Шиир в 1875-77 годах. В документах в 1881 года зафиксировано, что поселок, образованный на месте старинного поселения под названием Ноин-Шира состоял из 5 крестьянских дворов, построенных в 1875—1876 годах и нескольких калмыцких кибиток. 12 декабря 1878 года в селе была открыта церковь Николы Чудотворца. Она имела полутораярусный иконостас с деисусным чином, иконы, выполненные масляными красками на полотне, и библиотеку, которая состояла из светских и богослужебных книг. Строилась в основном для крещеных калмыков.
Впоследствии Ниин-Ширинский стан стал носить название Бислюрта, в переводе с калмыцкого означает «Окаймленная балками». Это название отражало особенности расположения поселения, на слиянии речек Бураты и Наин-Шиир.
Попытка обоседлания местного калмыцкого населения не удалась (по данным 1881 года дома, построенные для крещёных калмыков, оставались пустыми) и было принято решение о приёме русских переселенцев. В 1879 году поселиться в Бислюрте выразили желание проживающие на хуторах Крестовой волости 85 семей — уроженцев Екатеринославской губернии. В 1912 году были созданы административные органы управления и образовано единое крестьянское общество из крещёных калмыков и русских поселенцев.
Население Бислюрты формировалось из 2-х этнических групп: представителей восточнославянских народов — русских и украинцев и крещёных калмыков. Почти все бислюртинские калмыки происходили из простолюдинов. Большинство русских жителей происходили родом из южных и юго-восточных губерний России: Воронежской, Харьковской, Астраханской, Екатеринославской и Области войска Донского. Согласно сведениям, содержащимся в Памятной книжке  Астраханской губернии на 1914 год в селе Бислюрта имелось 284 двора, проживало 701 душа мужского и 584 женского пола
В 1898 году было введено в строй новое здание школы-приюта, в 1901 году учреждение амбулаторного покоя. В 1912 году завершено строительство нового здания школы. В том же году при аймачном правлении открыта Бислюртинская ссудо-сберегательная касса. В 1914 году открыто почтовое отделение.
Осенью 29 ноября 1929 года на территории Бислюртинского сельского совета бывшими воинами конной Армии имени Будённого был организован колхоз имени Будённого. В том же году в ходе антирелигиозной кампании в селе была закрыта церковь.
В 1940 году в составе Бислюртинского сельского совета было организовано два колхоза: колхоз имени Молотова в хуторе Шаргадык, и колхоз имени Буденного с наличием 130 дворов.
28 декабря 1943 года все калмыки, проживавшие в селе были депортированы. Село, как и другие населённые пункты Приютненского улуса включено в состав Ставропольского края.
В 1949 году колхоз имени Будённого был переименован в колхоз «Дружба» (действовал до начала 1990-х). В августе этого же года Указом Президиума Верховного Совета РСФСР село было переименовано в Воробьёвку в честь Героя Советского Союза Николая Тимофеевича Воробьёва.
В 1957 году село включено в состав вновь образованной Калмыцкой автономной области (с 1958 года — Калмыцкая АССР)

## Физико-географическая характеристика
Село расположено в пределах юго-западной периферии Ергенинской возвышенности, на правом берегу реки Наин-Шара (в районе устья балки Барота). Высота центра над уровнем моря — 60 метров. Рельеф местности — равнинный, местами осложнённый балками и оврагами. К западу расположен лиман Долбадык. Распространены почвы каштановые солонцеватые и солончаковые и солонцы (автоморфные)
По автомобильным дорогам расстояние до столицы Калмыкии города Элиста составляет 55 км, до районного центра села Приютное — 31 км.
Климат
Климат умеренный континентальный (согласно классификации климатов Кёппена — Dfa), с жарким и засушливым летом и относительно холодной и малоснежной зимой. Среднегодовая температура воздуха положительная и составляет + 9,8 °C. Средняя температура самого жаркого месяца июля + 24,7 °С, самого холодного месяца января — 4,7 °С. Многолетняя норма осадков — 353 мм. Наименьшее количество осадков выпадает в феврале (19 мм), наибольшее — в июне (49 мм).
Часовой пояс
Воробьёвка, как и вся Республика Калмыкия, находится в часовой зоне МСК (московское время). Смещение применяемого времени относительно UTC составляет +3:00.

## Население
| 1897 | 1904 | 1911 | 1914 | 1916 |
| ---- | ---- | ---- | ---- | ---- |
| 653  | 458  | 1032 | 1284 | 1373 |

| 2002 | 2010  | 2011  | 2012  | 2013  | 2014  | 2015 |
| ---- | ----- | ----- | ----- | ----- | ----- | ---- |
| 1281 | ↘1121 | ↘1115 | ↘1100 | ↘1069 | ↘1030 | ↘995 |
| 2016 | 2017  | 2018  | 2019  | 2020  | 2021  |      |
| ↘967 | ↘953  | ↘932  | ↘916  | ↘883  | ↘833  |      |

Последние десятилетия отмечается устойчивый отток населения из села. Согласно топографической карте 1989 года издания в конце 1980-х в селе проживало около 1,8 тысяч человек.

### Национальный состав
Несмотря на то, что на территории поселения проживают представители 8 народов, село является практически моноэтничным. В этнической структуре преобладают русские — на их долю приходится почти 90 % населения. Вторым этносом выступают даргинцы, на чью долю приходится около 7 %. Доля калмыков в структуре населения минимальна — около 1 %.
Согласно результатам переписи 2002 года большинство населения посёлка составляли русские (81 %)

## Социальная сфера
В селе действуют средняя школа, дом культуры, сельская больница, детский сад «Одуванчик»

## Известные жители и уроженцы
- Михайличенко, Андрей Петрович (1900—1981) — Герой Социалистического Труда.
- Шафоростов, Павел Васильевич (1913—1978) — Герой Социалистического Труда.